# Bougoum
Bougoum ist ein Weiler im Arrondissement Niamey V der Stadt Niamey in Niger.

## Geographie

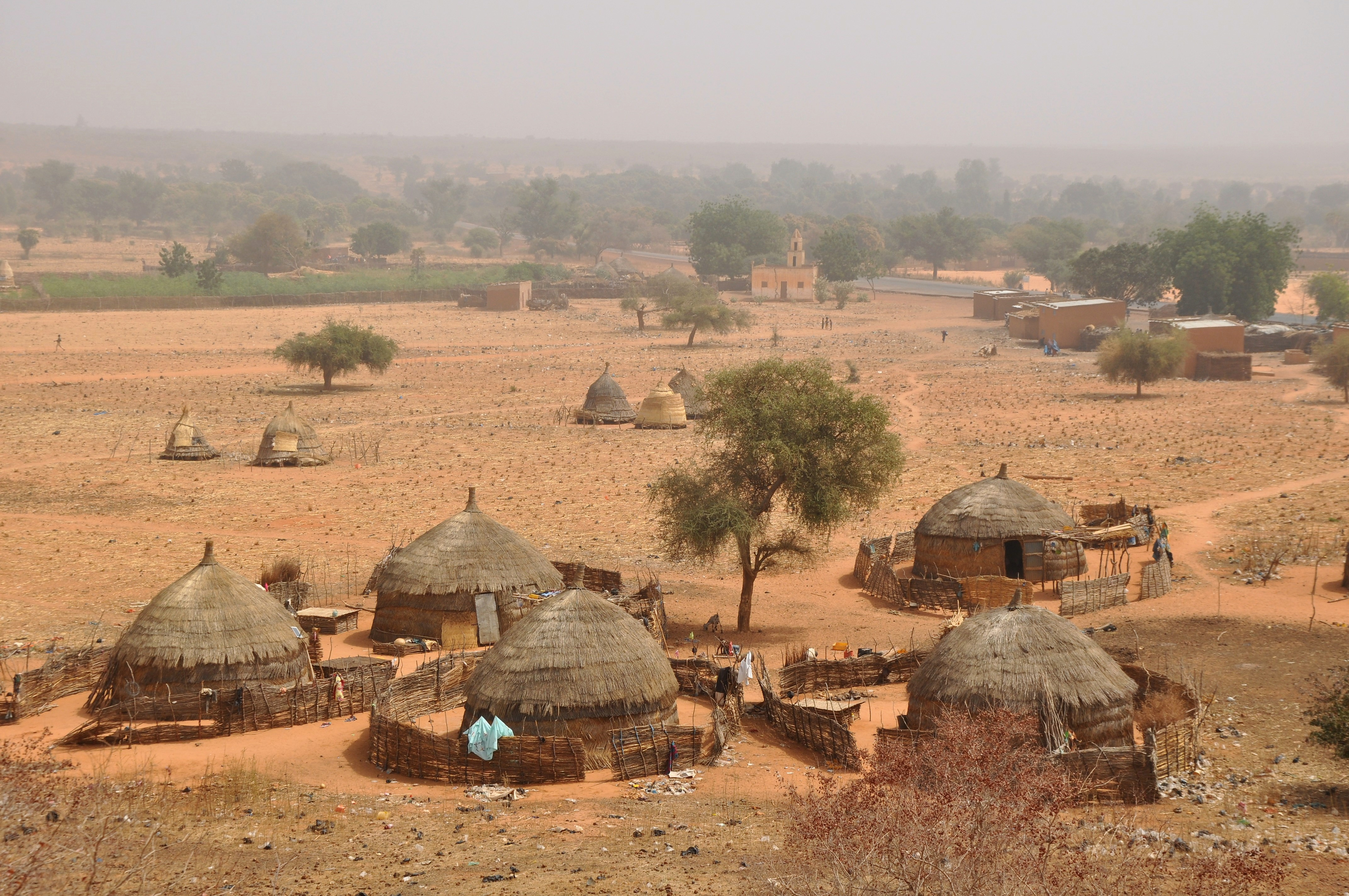
Ansicht von Bougoum (2019)

Der Weiler befindet sich am südwestlichen Rand des ländlichen Gebiets von Niamey V. Zu den umliegenden Weilern zählen Lougadjam und Tchangaré im Norden, Yowaré im Nordosten sowie Bibia im Südosten.
Bei Bougoum verläuft ein Nebental des 17 Kilometer langen Trockentals Kourtéré Gorou, das hinter Kourtéré in den Fluss Niger mündet. In der Ebene von Bougoum bilden sich durch Niederschläge kleinere Teiche, die nach dem Winter austrocknen.
Noch in den 1950er Jahren war die Vegetation in der Gegend von Tigerbusch geprägt. Seitdem ist sie wegen klimatischer Veränderungen und durch menschliche Eingriffe vor Ort stark zurückgegangen. Zu den hier anzutreffenden Pflanzen zählen Wüstendatteln, Anabäume, Doumpalmen, Afrikanische Affenbrotbäume, Guiera senegalensis, Kinkéliba, Combretum glutinosum, Arabische Gummi-Akazien und Indische Jujuben.

## Geschichte
Mitglieder der Terrororganisation Islamischer Staat in der Größeren Sahara töteten am 7. Juni 2022 in Bougoum einen Soldaten und verletzten einen weiteren. Ein mutmaßlich von derselben Terrororganisation im Ort platzierter Sprengsatz tötete am 11. August 2022 zwei Zivilisten.

## Bevölkerung
Die Bevölkerung in diesem Gebiet gehört mehrheitlich der ethnischen Gruppe der Fulbe an. Bei der Volkszählung 2012 hatte Bougoum 1077 Einwohner, die in 173 Haushalten lebten. Bei der Volkszählung 2001 betrug die Einwohnerzahl 606 in 91 Haushalten.

## Wirtschaft und Infrastruktur
Die Infrastruktur im Bougoum umfasst ein Gesundheitszentrum (case de santé), zwei Schulen, zwei Moscheen und eine Viehimpfstation. Darüber hinaus gibt es einen großen Wochenmarkt, auf dem unter anderem landwirtschaftliche Produkte, Brennholz und Viehfutter gehandelt werden. Im Weiler werden Bewässerungsfeldwirtschaft und Regenfeldbau betrieben. Die wichtigsten angebauten Gemüsepflanzen sind Okras und Gurken. Am Ortsrand von Bougoum verläuft die 119,5 Kilometer lange und asphaltierte Nationalstraße 6 zwischen dem Stadtzentrum von Niamey und der Staatsgrenze zu Burkina Faso.